# あ子
あ子は、日本の作詞家、作曲家、編曲家、ボカロP。アルファエンタープライズ所属。

## 略歴
2018年、ニコニコ動画に『毒善者の退廃』を初投稿。
以降、ボカロ曲の制作やアーティストへの楽曲提供のほか、2022年にはラジオ番組『たかぴぃのクリエイターズミッドナイト』へのレギュラー出演など、分野を越えて幅広く活動している。
2021年、アルファエンタープライズへ所属。
2023年には鷲尾伶菜のアルバム『For My Dear』において表題曲『For My Dear』の作詞・作編曲を担当。
2024年には「機動戦士ガンダム：銀灰の幻影」主題歌である中川翔子の「ACROSS THE WORLD」編曲を担当。

## 人物
大阪府出身。幼いころからピアノなど楽器に親しんで育った。
初めて聞いたボカロ曲は家の裏でマンボウが死んでるPの「粘着系男子の15年ネチネチ」。
イベントで対面したことをきっかけに、2021年にはこの曲の新規アレンジを担当した。
X(旧Twitter)では常に「あ」と書かれたアイコン画像から文章を始めて投稿している。

## ディスコグラフィー
|                | 発売日    | タイトル | 楽曲数 |
| 1st ALBUM      | 2019/4/27 | 『Alcoholic』 1. Alcoholic 2. 妄想犯 3. milk 4. ラジオゾンデ 5. 赤とシアン 6. 渦中にて 7. 深夜放送 8. 口を衝く 9. 毒善者の退廃 10. ハーバリウム-Bonus Track- | 全10曲 |
| 1st mini ALBUM | 2019/8/10 | 『allusion』 1. Gimlet 2. Judas 3. 嘘をつく 4. 目眩と雷 5. 然様なら 6. 幕間 7. secret                                                                        | 全7曲  |
| -------------- | --------- | --- | ------ |

## 提供作品

### アーティスト
- ICECREAM SCREAM
  - 「妄想メッセージ」（作詞・作曲・編曲）

- アイドルカレッジ
  - 「好きバレ」（作詞・作曲・編曲）

- 幻想喫茶店
  - 「トゥインクル・マジカル・ヴァニッシュ」（作詞・作曲・編曲）

- ザ・コインロッカーズ
  - 「ステージ」（編曲）

- すたぽら（StarLight PolaRis）
  - 「おぎゃりたい！えぶりでい」（作詞・作曲・編曲）[注 1]
  - 「ハピもツモれば」（作詞・作曲・編曲）

- JAPANARIZM
  - 「てぇてぇ」（作詞・作曲・編曲）

- bubble flower
  - 「り・スタート」（作詞・作曲・編曲）

- VALIS
  - 「相反ヴァラエティ」（Piano Arrangement）

- 中川翔子
  - 「ACROSS THE WORLD」（編曲）[注 2]

- 煮ル果実
  - 「ハイネとクライネ」（Piano Arrangement）

- Never Dolls
  - 「最上級フューチャー」（作詞・作曲・編曲）
  - 「パラリラGo My Way」（作詞・作曲・編曲）

- 葉月ゆら
  - 「悪役令嬢の顛末」（作詞・作曲・編曲）
  - 「あなたが憎い」（作詞・作曲・編曲）
  - 「ありふれた心酔」（作詞・作曲・編曲）
  - 「歓迎」（作詞・作曲・編曲）
  - 「キューピッド」（作詞・作曲・編曲）
  - 「Silver Lover」（作詞・作曲・編曲）
  - 「続編未遂」（作詞・作曲・編曲）
  - 「人魚のなみだ」（作詞・作曲・編曲）
  - 「拝啓、お姉さま。」（作詞・作曲・編曲）
  - 「ヒロイン：ヴァイオレット」（作詞・作曲・編曲）
  - 「マリッジ・トゥルー」（作詞・作曲・編曲）

- Love Cherish
  - 「しゃばどぅびレシピ」（作詞・作曲・編曲）

- LIT MOON
  - 「可愛くないわけないじゃん！」（作詞・作曲・編曲）

- Loulouchouchou
  - 「希望の道」（編曲）

- 鷲尾伶菜
  - 「For My Dear」（作詞・作曲・編曲）

### ゲーム
- レッド：プライドオブエデン
  - 「晴れのち未来」（作詞・作曲・編曲）
  - 「ハツアカリ」（作詞・作曲・編曲）
  - 「フォルトナ」（作詞・作曲・編曲）
  - 「闇が明けるまで」（作詞・作曲・編曲）

### Remix
- Yukifull Kitchen feat. 初音ミク
  - 「ハッピーチートデー　まんぷくREMIX / Remixed by あ子 The original:れるりり」（Remix））

- 家の裏でマンボウが死んでるP
  - 「おでこに生えたビワの性格が悪い（あ子Remix）」（Remix）
  - 「粘着質男子の15年ネチネチ　Arranged by あ子」（Remix）
  - 「メロスは激怒した。だからカニを与えた。(あ子REMIX)」（Remix）

### 舞台
- Bloody Love 歌劇『ババンババンバンバンパイア』[4]
  - 「ビビビ！」（作詞・作曲・編曲）

### その他
- 第59回中部音楽祭テーマソング
  - 「Festival」（作曲・編曲）

- 「赤い羽根共同募金」応援キャンペーンソング
  - 「つながる心」（作詞・作曲・編曲）

- 「鏡音リン・レン Happy 14th Birthday」pixiv小説コンテスト
  - 「二人の未来」（作詞・作曲・編曲）[注 3]

- 「KAITO 19th Anniversary」公式楽曲
  - 「推定ラブソング」（作詞・作曲・編曲）